# ويزلي باتيستا
ويزلي باتيستا (بالبرتغالية: Wesley Batista‏) هو شخصية أعمال برازيلي، ولد في 8 ديسمبر 1972 في غوياس في البرازيل.